# Система Дельвиня
Система Дельвиня — конструкция дульнозарядных винтовок разработанная в 1825 году капитаном французской армии Густавом Дельвинем.

## История

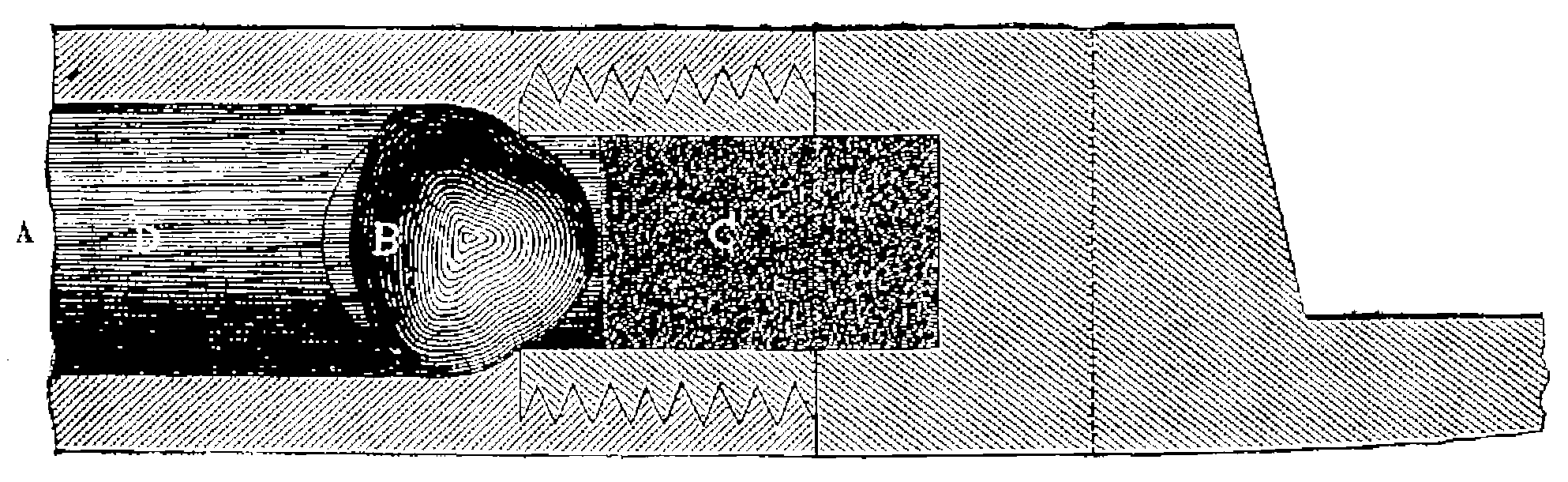
Устройство винтовки Дельвиня: D — головка шомпола; B — пуля; C — камора с пороховым зарядом. Иллюстрация из 3-го тома книги «Чудеса науки» (Les Merveilles de la science), 1869 г.

К началу XIX века нарезные ружья были хорошо известны, однако их применение было затруднено тем обстоятельством, что при общепринятом способе заряжания с дула, пулю приходилось прогонять шомполом по нарезам, что занимало довольно продолжительное время. В результате такие ружья не могли конкурировать с гладкоствольными по степени скорострельности, и использовались только ограниченно, самыми лучшими стрелками. Делвинь смог устранить описанный недостаток, разработав винтовку со свободным досыланием пули. В казённой части винтовки Дельвиня располагалась камора в которой помешался пороховой заряд (по этой причине винтовка получила название каморной). Так как камора имела диаметр несколько меньший диаметра ствола, по её верхнему краю располагался кольцевидный выступ на который ложилась пуля при заряжании. Круглая пуля имела диаметр позволявший ей свободно проходить ствол при досылании. Двумя-тремя ударами шомпола мягкая свинцовая пуля разбивалась об выступ, расширяясь до степени достаточной, чтобы врезаться в нарезы при выстреле. Головка шомпола имела полусферическую выемку, позволявшую пуле сохранить соответствующую форму головной части. Винтовка была принята на вооружении французской армии, с 1830 года к ней стала использоваться пуля цилиндро-конической формы. Система обладала определёнными недостатками: если выступ каморы был слишком узок, или диаметр пули слишком мал, то она вбивалась в камору и не врезалась в нарезы. Также в процессе стрельбы, когда в каморе накапливался пороховой нагар, стандартный заряд пороха уже не помещался полностью в каморе, выступал поверх её края не позволяя пуле лечь на выступ и добиться её расширения. Офицер Тьери́ предложил применять для пуль деревянный поддон, не позволявший пулям попадать в камору и оборачивать их просаленным пластырем уменьшавшим загрязнение нарезов. Винтовка Дельвиня с пулей Тьери́ (штуцер Тьери́) была принята на вооружении в 1840 году, но большого распространения последний не получил, так как уже в 1842 на вооружении поступила более совершенная винтовка системы Тувенена.